# ジョナサン・テイラー (アメリカンフットボール)
ジョナサン・テイラー（Jonathan Taylor、1999年1月19日 - ）はアメリカ合衆国ニュージャージー州セイラム出身のアメリカンフットボール選手。ポジションはランニングバック（RB）。NFLのインディアナポリス・コルツに所属。

## 経歴
ウィスコンシン大学でカレッジフットボールをプレーした。史上初めて3年目で6,000ヤード以上のラッシングを達成して、NCAA歴代6位のラッシャーとなった。ハイズマン賞投票ではトップ10に3回入るものの、受賞はならなかった。2018年と2019には、満場一致でオールアメリカンのファーストチームに選ばれ、カレッジフットボールのトップランニングバックに贈られるドーク・ウォーカー賞を受賞した。その後、2020年のNFLドラフトでインディアナポリス・コルツから2巡目41位で指名された。
2020年のルーキーイヤーは、シーズン第1週目のジャクソンビル・ジャガーズ戦でNFLデビューを果たした。その年は15試合に出場し、デリック・ヘンリー、ダルビン・クックに次ぐ3位となる1,169のラッシングヤードを記録した。
2021年、NFLトップとなる1,811ラッシングヤード、18ラッシングタッチダウンを記録した。プロボウル出場選手を選ぶファン投票にて最多投票で選出され、オールプロファーストチームにも選出された。
足首の怪我により2022年終盤の3試合から2023年序盤の4試合を、親指の怪我により2023年シーズンの3試合を欠場した。
2023年10月7日、コルツと2,650万ドルが保証された3年4,200万ドルの契約延長に合意した。
2024年は足首の負傷により中盤の3試合を欠場したが、1,431ラッシングヤードを獲得し、自身2度目のプロボウルに選出された。

## 詳細情報

### 年度別成績

#### レギュラーシーズン
| 年度     | チーム   | 背 番 号 | 試合 | 試合 | ラン  | ラン        | ラン             | ラン        | ラン | レシーブ | レシーブ    | レシーブ         | レシーブ    | レシーブ | ファンブル    | ファンブル |
| 年度     | チーム   | 背 番 号 | 出場 | 先発 | 回数  | 獲得 ヤード | 平均 獲得 ヤード | 最長 ヤード | TD   | 回数     | 獲得 ヤード | 平均 獲得 ヤード | 最長 ヤード | TD       | ファン ブル数 | ロスト     |
| -------- | -------- | -------- | ---- | ---- | ----- | ----------- | ---------------- | ----------- | ---- | -------- | ----------- | ---------------- | ----------- | -------- | ------------- | ---------- |
| 2020     | IND      | 28       | 15   | 13   | 232   | 1,169       | 5.0              | 62          | 11   | 36       | 299         | 8.3              | 39          | 1        | 1             | 1          |
| 2021     | IND      | 28       | 17   | 17   | 332   | 1,811       | 5.5              | 83          | 18   | 40       | 360         | 9.0              | 76          | 2        | 4             | 2          |
| 2022     | IND      | 28       | 11   | 11   | 192   | 861         | 4.5              | 66          | 4    | 28       | 143         | 5.1              | 19          | 0        | 3             | 3          |
| 2023     | IND      | 28       | 10   | 7    | 169   | 741         | 4.4              | 49          | 7    | 19       | 153         | 8.1              | 40          | 1        | 1             | 0          |
| 2024     | IND      | 28       | 14   | 13   | 303   | 1,431       | 4.7              | 70          | 11   | 18       | 136         | 7.6              | 25          | 1        | 4             | 1          |
| NFL：5年 | NFL：5年 | NFL：5年 | 67   | 61   | 1,228 | 6,013       | 4.9              | 83          | 51   | 141      | 1,091       | 7.7              | 76          | 5        | 13            | 7          |

- 2024年度シーズン終了時
- 太字は自身最高記録
- ■は各年度のリーグ最高記録

#### ポストシーズン
| 年度 | チーム | 試合 | 試合 | ラン | ラン        | ラン             | ラン        | ラン | レシーブ | レシーブ    | レシーブ         | レシーブ    | レシーブ | ファンブル    | ファンブル |
| 年度 | チーム | 出場 | 先発 | 回数 | 獲得 ヤード | 平均 獲得 ヤード | 最長 ヤード | TD   | 回数     | 獲得 ヤード | 平均 獲得 ヤード | 最長 ヤード | TD       | ファン ブル数 | ロスト     |
| ---- | ------ | ---- | ---- | ---- | ----------- | ---------------- | ----------- | ---- | -------- | ----------- | ---------------- | ----------- | -------- | ------------- | ---------- |
| 2020 | IND    | 1    | 1    | 21   | 78          | 3.7              | 20          | 1    | 2        | 6           | 3.0              | 6           | 0        | 0             | 0          |
| 計   | 計     | 1    | 1    | 21   | 78          | 3.7              | 20          | 1    | 2        | 6           | 3.0              | 6           | 0        | 0             | 0          |

- 2024年度シーズン終了時